# Saint-Pierre-de-Lages
Saint-Pierre-de-Lages é uma comuna francesa na região administrativa de Occitânia, no departamento de Alta Garona. Estende-se por uma área de 7,2 km². Em 2010 a comuna tinha 915 habitantes (densidade: 127,1 hab./km²).